# Жорио, Альберто ди
Альберто ди Жорио (итал. Alberto di Jorio; 18 июля 1884, Рим, Королевство Италия — 5 сентября 1979, Рим, Италия) — итальянский куриальный кардинал и ватиканский сановник. Секретарь Коллегии Кардиналов с 24 января 1947 по 15 декабря 1958. Секретарь Конклава 1958. Про-председатель Папской Комиссии по делам государства-града Ватикана с 14 августа 1961 по 4 ноября 1968. Титулярный архиепископ Кастра Нова с 5 по 19 апреля 1962. Кардинал-дьякон с 15 декабря 1958, с титулярной диаконией pro hac vice Санта-Пуденциана с 18 декабря 1958 по 26 июня 1967. Кардинал-священник с титулом церкви Санта-Пуденциана с 26 июня 1967.